# Antwerpsche Sportkring Urbain
Antwerpsche Sportkring Urbain was een Belgische voetbalclub uit Antwerpen. De club was aangesloten bij de KBVB met stamnummer 1474.
De club speelde zijn ganse bestaan in de Antwerpse provinciale reeksen. 